# Министерство окружающей среды Японии
Министерство окружающей среды Японии (яп. 環境省 Канкё:сё:) — министерство правительства Японии, отвечающее за сохранение окружающей среды, контроль загрязнения и защиту природы.

## История создания
Министерство было создано (2001) из агентства по окружающей среде, созданного в 1971 году. Министр является членом Кабинета министров и избирается, как правило, премьер-министром.
В марте 2006 года министр окружающей среды г-жа Юрико Коике создала «Mottainai Furoshiki», как символ японской культуры для сокращения отходов. Фуросики — традиционная японская ткань для обёртки, которая многократно используется. Использование «Mottainai Furoshiki» должно было способствовать сокращению использования полиэтиленовых пакетов.
Кабинет министров Японии утвердил план по созданию управления по наблюдению за энергетикой при Министерстве окружающей среды (август 2011) и управления по ядерному регулированию (сентябрь 2012).
Министерство разработало экологический стандарт автомобилей Post-NLT

### Кампания Cool Biz
Министерство охраны окружающей среды (летом 2005) пропагандировало кампанию под названием Cool Biz по сокращению потребления электроэнергии за счет ограничения использования кондиционеров и разрешения носить менее официальную одежду в офисах. Эта идея была предложена министром окружающей среды Юрико Коике.

### Кампания Super Cool Biz
Землетрясение в Японии (2011) и цунами, приведшее к аварии на АЭС Фукусима, привело к остановке многих атомных электростанций по соображениям безопасности, что в свою очередь привело к нехватке электроэнергии. Для её экономии правительство рекомендовало установить кондиционеры на 28 градусов Цельсия, выключить компьютеры, которые не используются, призвало перенести часы работы на утро и взять больше отпусков в летний период. Правительство начало кампанию Super Cool Biz, чтобы побудить работников носить одежду, подходящую для офиса, но при этом достаточно прохладную, чтобы выдержать летнюю жару. Было разрешено ношение рубашек поло и кроссовок, также как джинсы и сандалии стали приемлемы при определённых обстоятельствах. 1 июня 2011 года ознаменовалось началом кампании Министерства охраны окружающей среды в СМИ: когда на полностраничных газетных объявлениях и фотографиях были показаны, застенчиво улыбающиеся, работники министерства, одетые в поло и гавайские разноцветные рубашки. Кампания была повторена в 2012 году и 2013 годах.